# Park Je-one
Park Je-one (né le 20 février 1997) est un coureur cycliste sud-coréen. Spécialisé dans les épreuves de sprint sur piste, il est champion d'Asie de vitesse par équipes en 2018.

## Biographie
Park Je-one vit et s'entraîne en Australie. À Séoul, il devient en 2014 champion du monde de vitesse juniors (moins de 19 ans) à domicile, battant le Français Sébastien Vigier. Par la suite, il est reconnu coupable d'avoir utiliser une méthode interdite, à savoir une perfusion intraveineuse, après une compétition en 2014. Bien qu'il n'y ait aucune preuve que la perfusion contenait une substance interdite, les perfusions intraveineuses de plus de 50 ml sont interdites aux athlètes à tout moment, à moins qu'il n'y ait une raison médicale légitime. Park a accepté une suspension provisoire en mai 2015, mais cette suspension n'a pas été appliquée par la Fédération internationale (UCI) lors des mondiaux sur piste juniors 2015, où il conserve son titre sur la vitesse devançant le Tchèque Jiří Janošek. En avril 2016, son titre lui est officiellement retiré à la suite de la décision du Tribunal arbitral du sport et il est suspendu jusqu'en juin 2017,.
Il fait son retour à la compétition en juillet 2017. En décembre de la même année, il se classe troisième de la vitesse par équipes à Santiago lors de la Coupe du monde 2017-2018. En février 2018, il devient champion d'Asie de vitesse par équipes avec Im Chae-bin et Son Yeong.

## Palmarès

### Championnats du monde
- Séoul 2014 (juniors)
  -  Champion du monde de vitesse juniors
- Astana 2015 (juniors)
  -  Champion du monde de vitesse juniors[3]

### Coupe du monde
- 2017-2018
  - 3e de la vitesse par équipes à Santiago

### Championnats d'Asie
- Nilai 2018
  -  Champion d'Asie de vitesse par équipes (avec Im Chae-bin et Son Yeong)